# متري أبو عيطة
متري طناس جريس أبو عيطة (26 أكتوبر 1941 في بيت ساحور - )، سياسي فلسطيني، كان نائبًا في المجلس التشريعي الفلسطيني الأول، ووزيرًا سابقًا في عدد من الحكومات الفلسطينية.

## نشأته وتحصيله العلمي
وُلِد متري طناس جريس أبو عيطة في بيت لحم في الضفة الغربية بتاريخ 26 أكتوبر 1941. حصل على شهادة البكالوريس في الحقوق من جامعة دمشق.

## مناصبه
- اُنتخب عضوًا في المجلس التشريعي الفلسطيني بعد الانتخابات العامة الفلسطينية عام 1996 حيث حصل على 5,617 صوتًا في دائرة محافظة بيت لحم.[2]
- وزير السياحة الفلسطيني في حكومة ياسر عرفات الثالثة.[3]
- وزير المواصلات الفلسطيني في حكومة ياسر عرفات الرابعة.[4]
- وزير المواصلات الفلسطيني في حكومة ياسر عرفات الخامسة.[5]
- وزير السياحة والآثار الفلسطيني في حكومة محمود عباس.[6]